# بانوی ادویه‌جات
بانوی ادویه‌جات (انگلیسی: The Mistress of Spices) فیلمی در ژانر علمی–تخیلی است که در سال ۲۰۰۵ منتشر شد. از بازیگران آن می‌توان به آیشواریا رای، دیلان مک‌درموت، آدواله آکینویه آگباجه، انوپم کهیر و پادما لاکشمی اشاره کرد.